# Västra Råssö
Västra Råssö(-Kockholmen) är ett naturreservat i Tjärnö socken i Strömstads kommun i Bohuslän. 
Området är skyddat sedan 1981 och omfattar 431 hektar. Det är beläget söder om Strömstad och består av ett skärgårdsområde. Inom naturreservatet finns många inbjudande sand- och klippstränder. I berggrunden som övervägande består av granit kan en rombporfyrgång urskiljas. På södra Keckholmen ses ett 10-tal jättegrytor i berget och där finns även vidsträckta klapperstensfält.

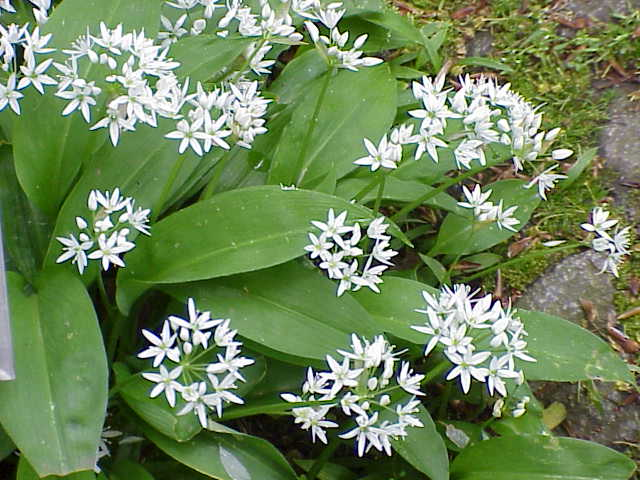
Ramslök

Av botaniskt intresse är särskilt hällmarks- och hedtallskogarna på Kockholmen samt vissa växtlokaler. På vindutsatta lägen är träden lågväxta, ytterst knotiga och på sina ställen krypande. I området förekommer den botaniska rariteten ramslök. I vattenmiljön längs den exponerade västsidan av Kockholmen och de utanför liggande
småöarna märks framför allt välutvecklade bestånd av brunalger och en intressant rödalgsflora.
Området ingår i EU:s ekologiska nätverk av skyddade områden, Natura 2000.